# Burmeistera pinnatisecta
Burmeistera pinnatisecta är en klockväxtart som beskrevs av Luteyn. Burmeistera pinnatisecta ingår i släktet Burmeistera och familjen klockväxter.
Artens utbredningsområde är Colombia. Inga underarter finns listade i Catalogue of Life.